# Ninon de Lenclos

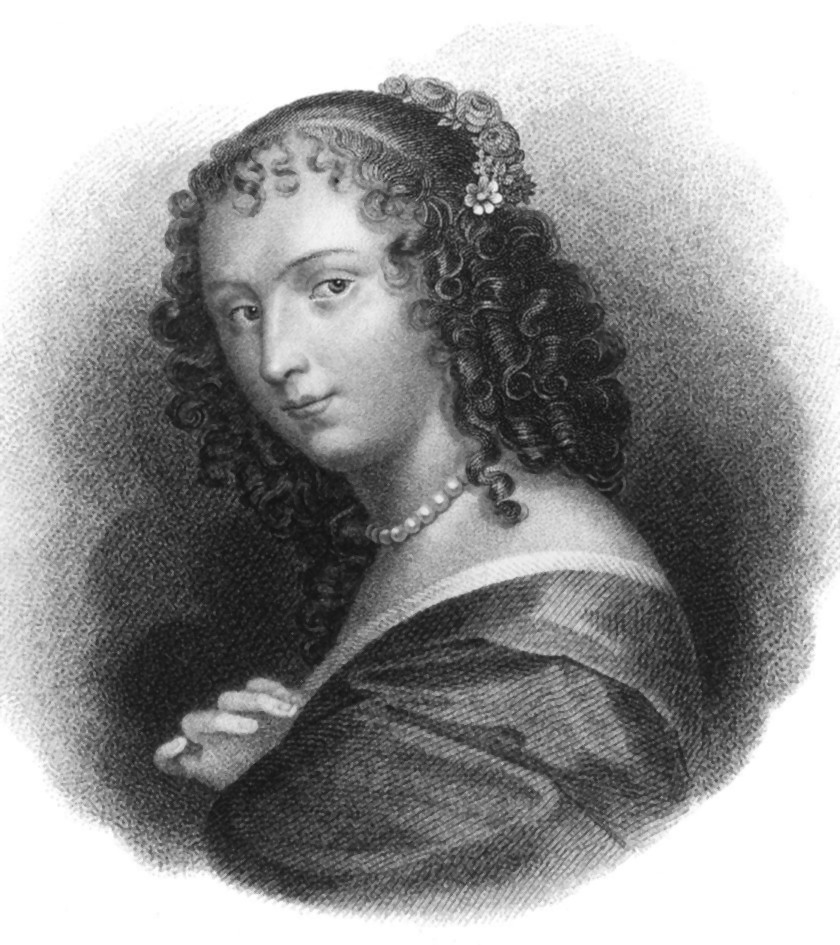
Ninon de Lenclos, kopergravure door Antoine-Jean-Baptiste Coupé (1784 -ca. 1852)

Ninon de Lenclos (ook De L'Enclos) (Parijs, 10 november 1620 – aldaar,  17 oktober 1705) was een Franse courtisane, die bekend werd door haar libertijnse levenswandel en haar literaire salon waar veel beroemdheden op bezoek kwamen. Lodewijk XIV liet zich via een tussenpersoon op de hoogte stellen van haar opvattingen.

## Levensloop
Ninon is een Franse variant van de voornaam Anne. De Lenclos werd geboren als Anne de Lanclos en was een dochter van Henri de Lanclos, die haar in haar jeugd Ninon noemde, en Marie-Barbe de la Marche.
Ze was beïnvloed door de ideeën van het epicurisme, sprak Italiaans en Spaans, en was geschoold in wetenschappen. Ze zou een wonderkind op de luit zijn geweest, citeerde Montaigne en de klassieken, en werd door haar moeder als kind in salons in de Parijse wijk Le Marais gepresenteerd waar ze sensatie wekte. Later leerde ze klavecimbel spelen.
Haar vader vluchtte in 1632 uit Parijs naar de Dauphiné, nadat hij in een duel ter zake van overspel Louis de Chabans had gedood. Ninon zou na de dood van haar moeder een jaar in een klooster hebben doorgebracht, en zou ze de erfgename van een groot fortuin zijn geweest. Toen ze in 1642 begon als courtisane werd ze daar door de dames van de Place Royale om veroordeeld.
De mooie Ninon verzamelde tijdens haar leven een hele serie geliefden, zodat Horace Walpole haar later als bijnaam "Onze Vrouwe van de Liefdes" gaf. Ze liet zich echter niet door haar minnaars onderhouden, maar bleef onafhankelijk. In de salon van Paul Scarron leerde ze in april 1652 Louis de Mornay, markies de Villarceaux, kennen. Ze leefde drie jaar met hem samen op het Domaine de Villarceaux bij Chaussy (Val d'Oise) en schonk hem een zoon, de ridder Louis de la Boissière, die in 1657 door zijn vader werd erkend en die later een briljant marineofficier werd. Françoise Scarron, de echtgenote van Paul Scarron, zou haar hebben gesmeekt terug te keren naar Parijs.
In 1656 werd ze in opdracht van Anna van Oostenrijk, die de regentes van Lodewijk XIV was, opgesloten in het klooster van Madelonnettes te Parijs, en later in het klooster van Lagny. De directe aanleiding schijnt geweest te zijn dat ze tijdens de Vastentijd gevogelte at, en een boutje uit het raam gooide dat op het hoofd van een passerende priester belandde. Maar waarschijnlijk speelden veeleer haar vrije opvattingen, en haar niet-religieuze levensstijl die ze in 1659 uiteen zou zetten in La Coquette vengée, een rol.
Ex-koningin Christina van Zweden bracht Ninon de Lenclos, voor wie zij veel waardering had, een bezoek tijdens haar eerste reis naar Parijs, en pleitte vervolgens bij kardinaal Mazarin met succes voor haar vrijlating.
Hierna beëindigde De Lenclos haar carrière als courtisane en werd ze geleidelijk aan in de Parijse salons opgenomen. Ze hield vervolgens zelf ook een salon. Ze woonde aanvankelijk in de rue de la Culture Sainte-Catherine, en verhuisde later naar het hôtel de Sagonne aan de rue des Tournelles 36. Volgens Roger Duchêne zou haar naam ergens in de periode 1662-1670 zijn gewijzigd van De Lanclos in De Lenclos. Haar beroemde cinq à neuf vond elke dag plaats. Er kwamen talloze beroemdheden uit die tijd, zoals: Fontenelle, François de La Rochefoucauld, Charles de Saint-Évremond, Jean-Baptiste Lully, Jean de La Fontaine, Filips van Orléans en diens echtgenote Elisabeth  Charlotte van de Palts, François Le Métel de Boisrobert, Charles Perrault, Louis de Rouvroy (Saint-Simon), Roger de Bussy-Rabutin, Nicolas Boileau, Lodewijk II van Bourbon-Condé, Molière, Catherine de Rambouillet en de Nederlander Constantijn Huygens die een gedichtje over haar schreef.
In deze tijd was ze bevriend met de toneelschrijver Jean Racine en diens maîtresse Marie Champmeslé. Alles wijst er op dat ze ook een bijzondere relatie heeft gehad met Jean Hérault de Gourville. Hij gaf haar in 1663 een groot bedrag in bewaring bij zijn vlucht uit Frankrijk en zij liet in haar testament haar huis na aan zijn neef François Hérault, "vanwege haar verplichtingen jegens de oom, van wie ze altijd en persoonlijk had gehouden". Later zou ze ook bevriend raken met Françoise d'Aubigné (Madame de Maintenon), een hofdame die de tweede vrouw van Lodewijk XIV zou worden.
Op 77-jarige leeftijd zou ze nog een avontuurtje hebben gehad met François de Châteauneuf. In dezelfde periode zou ze een verhouding hebben gehad met de seculiere kanunnik Nicolas Gédoyn. Enkele maanden voor haar dood liet ze de jonge Arouet aan zich voorstellen, de zoon van haar notaris. Hij was een petekind van de l'abbé  de Châteauneuf, en was op dat moment een leerling van het jezuïetencollege Louis-le-Grand te Parijs. In haar testament liet ze Arouet, die later bekend zou worden als Voltaire, 2000 livres tournois na, zodat hij boeken kon kopen. De Lenclos werd begraven in de l’église Saint Paul, dicht bij de Bastille; de kerk zou tijdens de Franse Revolutie worden verwoest.
Ninon de Lenclos is een symbool van de gecultiveerde en onafhankelijke vrouw, de koningin van de Parijse salons. Ze was een vrouw van de geest en van het hart, die representatief is voor de veranderende zeden in de 17e en 18e eeuw, en was een voorgangster van de vrije en onafhankelijke vrouw. Haar grote bekendheid begon echter pas een halve eeuw na haar dood, en berust deels op apocriefe geschriften.

Haar leven was verschillende malen onderwerp van een roman, een toneelstuk, of een opera. Eugène de Mirecourt schreef Mémoires de Ninon de Lenclos (1857) over haar; Ernst Hardt schreef Ninon von Lenclos (1905); André de Ridder schreef een geromantiseerde biografie (Ninon de Lenclos, gepubliceerd in 1917); Ernest-Willem Schmidt schreef het toneelstuk Ninon de Lenclos (1929); en Dorothy Parker schreef het gedicht Ninon De Lenclos, On Her Last Birthday over haar. Hoewel De Lenclos in de Angelsaksische wereld niet bijzonder bekend is, is haar bekendheid in Frankrijk nog altijd groot. Ze is een van de heldinnen van Cyrano et d'Artagnan, een film uit 1964 van de Franse regisseur Abel Gance en komt als personage voor in 
Merveilleuse Angélique (1965), van de Franse regisseur Bernard Borderie, naar een roman van Anne en Serge Golon. Ninon de Lenclos is ook een regelmatig terugkerend personage in de stripverhalen van de Franse scenarist Patrick Cothias.  In 2004 verscheen het toneelstuk Chez Ninon de Lenclos van Martine Amsili.

## Werken
Van Ninon de Lenclos zijn een veertigtal brieven bewaard gebleven, daterend uit de periode 1671-1702. Hiervan zijn de brieven die ze wisselde met Charles de Saint-Évremond de belangrijkste.  Van veel andere brieven staat niet vast dat ze daadwerkelijk door Ninon de Lenclos zijn geschreven.

In 1659 verscheen La coquette vengée dat door De Lenclos zou zijn geschreven, maar haar auteurschap is twijfelachtig.

De brievenbundels Lettres au marquis de Sévigné en de Correspondance secrète worden als apocrief beschouwd.

### Werken over Ninon de Lenclos
- (fr)  Eugène de Mirecourt Mémoires de Ninon de Lenclos (1857)
- (fr)  Jean de Tinan L'exemple de Ninon de Lenclos amoureuse (1898)
- (de)  Ernst Hardt Ninon von Lenclos (1905)
- André de Ridder Ninon de Lenclos (1917)
- (de)  Johannes Bauermeister Ninon de Lenclos, das Geheimnis der ewigen Jugend (ca. 1922) (keukenmeidenroman, over het thema levenselixer)
- Ernest-Willem Schmidt Ninon de Lenclos (1929)
- (fr)  Jaques Dyssord Ninon de Lenclos, courtisane et honnête homme, Éditions Nationales (1936)
- (fr)  Philippe Erlanger Ninon de Lenclos et ses amis', Perrin (1985)
- (fr)  France Roche Ninon de l’Enclos, Robert Laffont ( 1989)
- (fr)  Martine Amsili Chez Ninon de Lenclos, Éditions de la Librairie Théâtrale (2004)

## Trivia
- Volgens Emile Colombey zou kardinaal de Richelieu aan Ninon de Lenclos 50.000 écu hebben aangeboden via een tussenpersoon, waarschijnlijk Marion Delorme. De Lenclos wees het aanbod echter af.[18]